# Dybbøl Sogn
Dybbøl Sogn [ˈdybøl] anhörenⓘ (dt.: Düppel) ist eine Kirchspielsgemeinde (dän.: Sogn) auf der Halbinsel Sundeved (dt. Sundewitt) in Nordschleswig im südlichen Dänemark.

## Lage
Sie grenzt unmittelbar westlich an die Stadt Sønderborg (dt. Sonderburg) und gehörte bis 1970 zur Harde Nybøl Herred im damaligen Aabenraa-Sønderborg Amt, danach zur Sønderborg Kommune im damaligen Sønderjyllands Amt, die im Zuge der Kommunalreform zum 1. Januar 2007 in der „neuen“  Sønderborg Kommune in der Region Syddanmark aufgegangen ist.
International bekannt geworden ist der Ort durch die Schlacht an den Düppeler Schanzen am 18. April 1864.

## Gemeindegebiet
Die Gemeinde Dybbøl umfasst etwa 14,4 km². Das Gemeindegebiet bildet ein Dreieck, das im Süden an die Flensburger Förde und im Osten an den Alsensund grenzt. Nachbargemeinden sind im Westen Sottrup Sogn (dt. Satrup) und Nybøl Sogn (dt. Nübel).
In der Gemeinde Dybbøl wohnen 4484 Menschen, davon 2325 im Ort selbst (Stand:1. Januar 2025). Im Jahr 1925 waren es noch 1100 Gemeindemitglieder. War Dybbøl noch im 19. Jahrhundert ein sehr wohlhabendes Bauerndorf, entwickelte sich der Osten ab der Kaiserzeit zunehmend zu einer Vorstadt des aufstrebenden Sønderborg. Osterdybbøl ist heute über die Alsensundbrücke mit Sønderborg städtebaulich verwachsen.

## Kirche

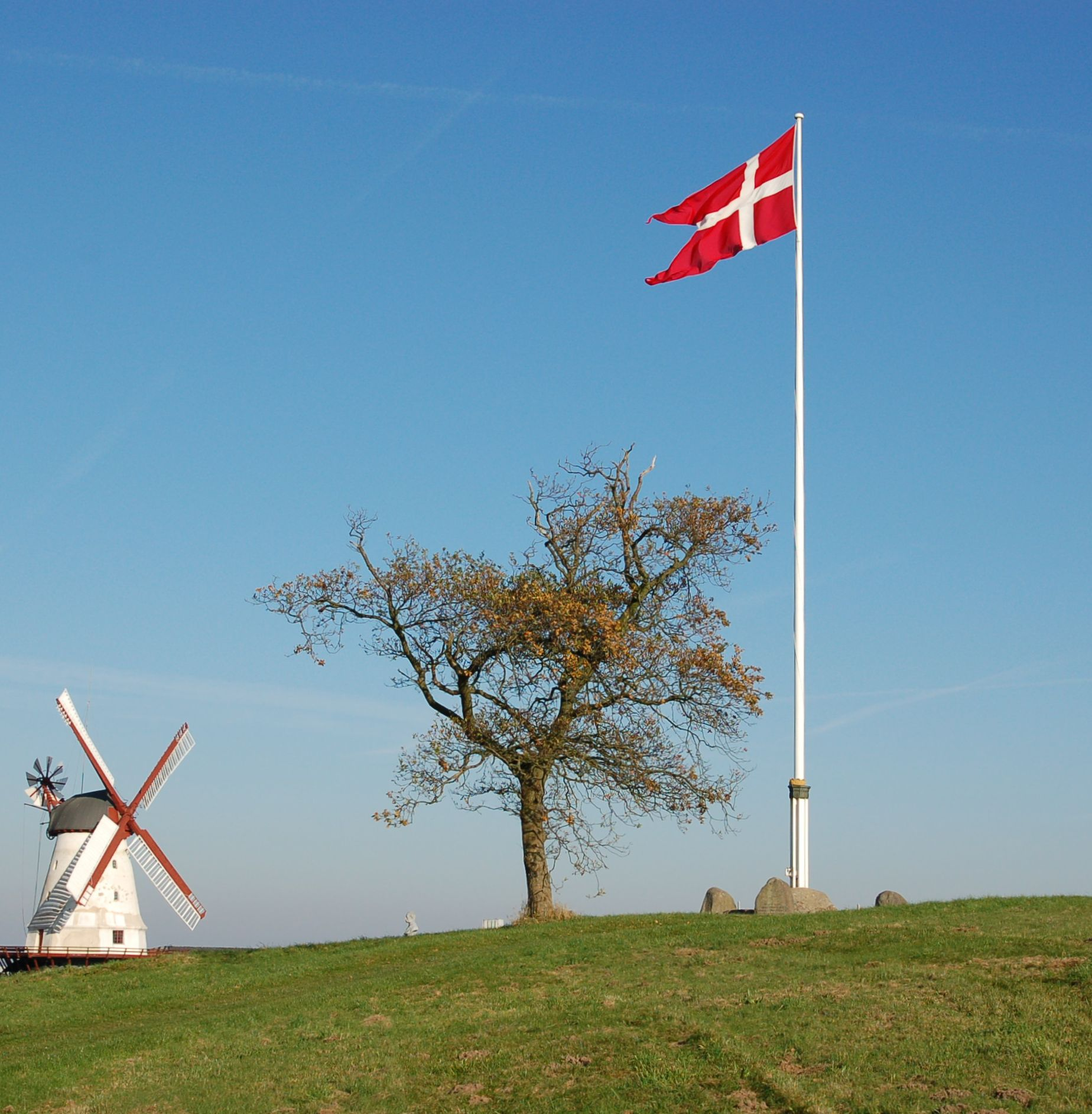
Nationale Gedenkstätte in Dybbøl

Die Düppler Kirche stammt aus dem 12. Jahrhundert. Von dem ältesten Bau ist nur noch die Wand zwischen Chor und Kirchenschiff mit spätmittelalterlichen Fresken erhalten. 1586 und wieder 1790 wurde die Kirche verlängert. Der Kirchturm wurde 1857 anstelle eines älteren Glockenstapels angebaut. Die älteste Teil der Ausstattung sind ein Kruzifix von 1250, bei dem die Dornenkrone durch eine Königskrone ersetzt wurde, und ein Granittaufstein, der mit Löwen und Wildschweinen geschmückt ist. Die Kanzel von Heinrich Ringerink stammt von 1605. Während der Schleswig-Holsteinischen Erhebung und dem Deutsch-Dänischen Krieg waren in der Kirche Soldaten einquartiert. Dabei wurde die auf Johann Daniel Busch zurückgehende Orgel zerstört.

## Riesensteine in Schleswig (Sagen)
Neben dem touristisch interessanten Gelände der Düppeler Schanzen gibt es noch einen besonders großen Stein zu betrachten, nämlich den Düppeler Stein, der sich in der Straße Dybbølsten befindet. Der Findling ist einer der größten Steine Dänemarks. Die Sage behauptet, dass der riesige Stein von einem Riesen geschleudert wurde, der mit diesem eine Kirche bei Flensburg treffen wollte, möglicherweise die Kirche von Broager. – Eine weitere Sage geht davon aus, dass der Stein von einer Riesendame, die der Zauberei mächtig war und die bei der nahgelegenen Insel Alsen wohnte, ihrem Ex-Liebhaber nachgeschleudert wurde.  Eine ähnliche Sage existiert auch in Bezug auf einen Findling in Handewitt. In der bekannten Sage zur Entstehung der Ochseninseln, die nicht weit entfernt von der Dybbøl Sogn liegen, spielt ebenfalls ein Riese eine bedeutsame Rolle.